# Wallace Spearmon

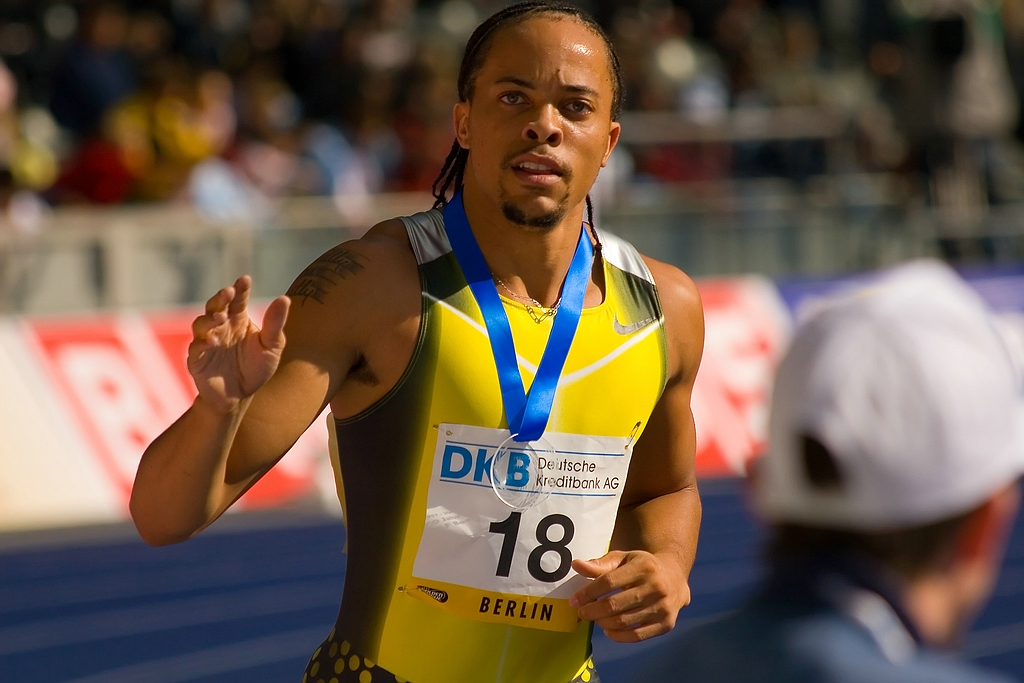
Wallace Spearmon in Berlin 2007

Wallace Spearmon (* 24. Dezember 1984 in Chicago) ist ein US-amerikanischer Sprinter, der sich auf den 200-Meter-Lauf spezialisiert hat.

## Karriere
Er qualifizierte sich als Vierter der US-amerikanischen Meisterschaften über 200 Weltmeisterschaften 2011 für die Weltmeisterschaften 2005 in Helsinki nur aufgrund der Regelung, dass das Land, welches den letzten Weltmeister stellte, einen vierten Läufer an den Start bringen darf. Im Finale überraschte er dann jedoch mit dem Gewinn der Silbermedaille hinter Justin Gatlin. Der Titelverteidiger John Capel kam auf den Bronzeplatz.
Bei den Weltmeisterschaften 2007 in Osaka siegte er in der 4-mal-100-Meter-Staffel mit der US-amerikanischen Mannschaft und erlief über 200 Weltmeisterschaften 2007 in 20,05 s die Bronzemedaille. Im Jahr 2008 kam er bei den Olympischen Spielen in Peking über 200 Meter als Dritter ins Ziel, wurde aber nachträglich wegen unerlaubten Betretens der Begrenzungslinie seiner Laufbahn disqualifiziert.
2009 gewann er bei den Weltmeisterschaften in Berlin mit einer Zeit von 19,85 s erneut die Bronzemedaille. Beim ersten Leichtathletik-Continental-Cup 2010 in Split gewann er sowohl über 200 Meter als auch mit der amerikanischen 4-mal-100-Meter-Stafette. Bei den Olympischen Spielen in London wurde Spearmon Vierter über 200 Meter.
2013 schied er bei den Weltmeisterschaften in Moskau über 200 Meter im Halbfinale aus.
2014 wurde er bei einer Dopingkontrolle positiv auf Methylprednisolon getestet und für drei Monate gesperrt.
Wallace Spearmon hat bei einer Größe von 1,88 m ein Wettkampfgewicht von 86 kg.

## Persönliche Bestzeiten
- 60 m (Halle): 6,66 s, 11. Februar 2012, Fayetteville
- 100 m: 9,96 s, 28. September 2007, Shanghai
- 200 m: 19,65 s, 28. September 2006, Daegu
  - Halle: 20,10 s, 11. März 2005, Fayetteville
- 400 m: 45,22 s, 8. Juli 2006, Saint-Denis
  - Halle: 46,16 s, 14. Januar 2005, Fayetteville